# Ramon Revilla Jr.
Ramón Revilla Jr., all'anagrafe José Marie Mortel Bautista, comunemente chiamato Bong Revilla o Ramon Revilla Junior per distinguerlo dal padre Ramon Revilla (Manila, 25 settembre 1966), è un attore, conduttore televisivo e politico filippino.

## Biografia
José Marie Mortel Bautista nasce il 25 settembre 1966 a Manila, figlio dell'attore José Acuña Bautista (meglio noto con lo pseudonimo di Ramón Revilla) e Azucena Mortel. Dopo aver frequentato la Jesus Good Shepherd School di Imus, Cavite, si trasferisce negli Stati Uniti d'America per studiare alla Fairfax High School di Los Angeles.
È stato membro del Senato delle Filippine per due mandati consecutivi, dal 2004 al 2016. Prima di entrare nello scenario politico del paese, guadagnò popolarità come attore cinematografico, recitando come protagonista in più di un'ottantina di pellicole.
Il 20 giugno 2014 il Sandiganbayan ha rilasciato un ordine di arresto nei suoi confronti, a causa di accuse di corruzione legate allo scandalo del Pork Barrel. Nel medesimo giorno Revilla si è arreso alle forze dell'ordine, chiedendo di essere incarcerato presso un centro di custodia nel Camp Crame della Polizia nazionale filippina.